# فرودگاه مکنزی
فرودگاه مکنزی (به انگلیسی: Mackenzie Airport) یک فرودگاه همگانی با کد یاتا YZY است که یک باند فرود آسفالت دارد و طول باند آن ۱۵۳۴ متر است. این فرودگاه در کشور کانادا قرار دارد و در ارتفاع ۶۹۰ متری از سطح دریا واقع شده است.